# Macropis nuda
Macropis nuda är en biart som först beskrevs av Léon Abel Provancher 1882. Macropis nuda ingår i släktet lysingbin och familjen sommarbin. Inga underarter finns listade i Catalogue of Life.

## Beskrivning
Arten är ett litet bi, med en kroppslängd omkring 7 mm; hanen något större än honan. Grundfärgen är svart; hanen har dock hela På huvudet har honan en tunn behåring som varierar från vit till gulaktig, medan behåringen på mellankroppen är övervägande vitaktig med gråbruna hår baktill. Låren har tydlig, vit behåring, speciellt pollenkorgarna på baklåren, som förutom pollen även används till att samla växtoljor till larverna. Bortsett från clypeus som är helt och hålle gul, påminner hanen om honan, men har svagare behåring.

## Ekologi
Arten är ett solitärt (det vill säga icke samhällsbildande) bi som inrättar sina bon under jorden. Som alla lysingsbin samlar honorna inte bara pollen till larverna, utan även växtolja. Både pollen och olja hämtar de från olika lysingsarter, för detta bi framför allt guldlysing (Lysimachia ciliata). Nektar kan den emellertid hämta från andra växter, som familjerna ärtväxter, korgblommiga växter, rosväxter, sumakväxter, oleanderväxter, kaprifolväxter, dunörtsväxter.

## Utbredning
Arten förekommer i Nordamerika från södra Kanada (British Columbia, Saskatchewan, Manitoba, Ontario, Quebec, New Brunswick och Nova Scotia) till norra USA (Idaho, Wyoming, Montana, Minnesota, New York, Connecticut, Vermont, Massachusetts, Pennsylvania och New Jersey).